# Filur (band)
 For alternative betydninger, se Filur. (Se også artikler, som begynder med Filur)
Filur er en dansk duo, der består af de to musikere, djs og producere Tomas Barfod og Kasper Bjørke, der har lavet musikken til The Con, mens Josephine Philip står for tekst og vokal.
Filur blev dannet i 1999 i København og siden har duoen produceret nogle af de største dance hits i Danmark. Deres sidste single "You & I" med Pernille Rosendahl på vokal har været en crowdfiller på diskoteker over hele Europa siden det udkom i 2003.
Duoen har også turneret flittigt i Japan og USA og har vundet to Danish Music Awardss for "Bedste Producere" for albummet Exciting Comfort i 2001 og "Bedste Dance Album" for Deeply Superficial i 2003.
På albummet Into The Wasteland medvirker udover Josephine Philip navne som Stina Nordenstam, Dominique Keegan og den tidligere forsanger i Gus Gus, Blake.
Udover at spille sammen i Filur har Tomas og Kasper gang i flere sideprojekter. Tomas spiller bl.a. trommer i partyrock bandet Who Made Who og electrobandet Jatoma, og Kasper har netop startet et nyt band med navnet Man My Machine.

## Diskografi

### Albums
- Exciting Comfort (2000)
- Deeply Superficial (2002)
- Into the Wasteland (2006)
- Faces (2011)

Limited editions
- Peace (lever udgivet i Japan) (2003)